# Graham Demas
Graham Demas (25 ottobre 1980) è un ex calciatore vanuatuano, di ruolo difensore.

## Carriera

### Club
Ha giocato nel campionato vanuatuano ed in quello neozelandese.

### Nazionale
Conta 25 presenze e 1 rete con la maglia della propria nazionale.

## Palmarès

### Club

#### Competizioni nazionali
- Campionato di Vanuatu: 5

Tafea: 2000, 2001, 2002, 2003, 2004